# Золотий м'яч 1984
«Золотий м'яч 1984»

25 грудня 1984
Найкращий футболіст Європи: 
 Мішель Платіні
 (вдруге)

← 1983 * Золотий м'яч * 1985 →
Золотий м'яч 1984 року — 29-те щорічне вручення нагороди найкращому футболісту Європи, за підсумками опитування від журналу «Франс Футбол».

## Процедура голосування
Участь у голосуванні за визначення найкращого футболіста в Європі взяли представники 26 футбольних асоціацій УЄФА, зокрема: Австрії, Англії, Бельгії, Болгарії, Греції, Данії, Ірландії, Іспанії, Італії, Люксембурга, Нідерландів, НДР, Польщі, Португалії, Румунії, СРСР, Туреччини, Угорщини, Фінляндії, Франції, ФРН, Чехословаччини, Швейцарії, Швеції, Шотландії та Югославії. Всьоме поспіль серед респондентів не було представника Норвегії.
Кожен із членів журі обирав п'ятьох футболістів, які, на його думку, є найкращими гравцями Європи. За перше місце нараховували 5 очок, за друге — чотири, за третє — три, за четверте — два, за п'яте — одне очко. Переможець максимально міг отримати 130 очок.
Результати голосування були опубліковані 25 грудня 1984 року в журналі France Football (№ 2020).

## Підсумки голосування
Вдруге поспіль переможцем опитування став 29-річний атакувальний півзахисник клубу «Ювентус» Мішель Платіні. Платіні провів особливий рік у плані досягнень, зокрема: у складі «Ювентуса» став чемпіоном Італії і кращим бомбардиром першості, володарем Кубка кубків і суперкубка УЄФА, а у складі збірної Франції чемпіоном Європи і кращим бомбардиром фінальної частини турніру.
За підсумками анкетування Мішель набрав 98,46 % максимально можливої кількості очок (128 зі 130 очок) побивши рекорд Румменігге 1980 року, коли той набрав 96,7 %. Цей результат у майбутньому зміг перевершити лише Ліонель Мессі у 2009 році — 98,54 %. Перше місце Платіні віддали 24 з 26 членів жюрі, лише двоє поставили його на 2-ге місце (Португалія та Швейцарія), віддавши перевагу Рашу та Тігані відповідно.
Це другий із трьох «Золотих м'ячів» отриманих Мішелем Платіні. Він також став четвертим футболістом, після Кройфа, Кігана та Румменігге, який двічі поспіль виграв цей трофей.
| Місце | Гравець               | Клуб                      | Країна     | Очки | %      | Місця | Місця | Місця | Місця | Місця | К-ть голосів |
| Місце | Гравець               | Клуб                      | Країна     | Очки | %      | 1-ше  | 2-ге  | 3-тє  | 4-те  | 5-те  | К-ть голосів |
| ----- | --------------------- | ------------------------- | ---------- | ---- | ------ | ----- | ----- | ----- | ----- | ----- | ------------ |
| 1     | Мішель Платіні        | Ювентус                   | Франція    | 128  | 98.5 % | 24    | 2     |       |       |       | 26           |
| 2     | Жан Тігана            | Бордо                     | Франція    | 57   | 43.8 % | 1     | 8     | 5     | 2     | 1     | 17           |
| 3     | Пребен Елк'яер        | Локерен Верона            | Данія      | 48   | 36.9 % |       | 4     | 6     | 7     |       | 17           |
|       |                       |                           |            |      |        |       |       |       |       |       |              |
| 4     | Іан Раш               | Ліверпуль                 | Уельс      | 44   | 33.8 % | 1     | 5     | 4     | 2     | 3     | 15           |
| 5     | Фернанду Шалана       | Бенфіка Бордо             | Португалія | 18   | 13.8 % |       | 1     | 3     | 2     | 1     | 7            |
| 6     | Грем Сунес            | Сампдорія                 | Шотландія  | 16   | 12.3 % |       | 3     | 1     |       | 1     | 5            |
| 7     | Гаральд Шумахер       | Кельн                     | ФРН        | 12   | 9.2 %  |       |       | 1     | 3     | 3     | 7            |
| 8     | Карл-Гайнц Румменігге | Баварія Інтернаціонале    | ФРН        | 10   | 7.7 %  |       | 1     | 1     | 1     | 1     | 4            |
| 9     | Ален Жиресс           | Бордо                     | Франція    | 9    | 6.9 %  |       |       | 1     | 2     | 2     | 5            |
| 10    | Браян Робсон          | Манчестер Юнайтед         | Англія     | 7    | 5.4 %  |       |       | 1     | 1     | 2     | 4            |
|       |                       |                           |            |      |        |       |       |       |       |       |              |
| 11    | Бернд Шустер          | Барселона                 | ФРН        | 6    | 4.6 %  |       | 1     |       |       | 2     | 3            |
| 12    | Енцо Шифо             | Андерлехт                 | Бельгія    | 5    | 3.8 %  |       | 1     |       |       | 1     | 2            |
| 12    | Максим Боссі          | Нант                      | Франція    | 5    | 3.8 %  |       |       | 1     |       | 2     | 3            |
| 14    | Клаус Аллофс          | Кельн                     | ФРН        | 3    | 2.3 %  |       |       | 1     |       |       | 1            |
| 14    | Антоніо Кабріні       | Ювентус                   | Італія     | 3    | 2.3 %  |       |       | 1     |       |       | 1            |
| 14    | Ганс-Петер Брігель    | Кайзерслаутерн Верона     | ФРН        | 3    | 2.3 %  |       |       |       | 1     | 1     | 2            |
| 14    | Руй Жордан            | Спортінг (Лісабон)        | Португалія | 3    | 2.3 %  |       |       |       | 1     | 1     | 2            |
| 18    | Пол Макстей           | Селтік                    | Шотландія  | 2    | 1.5 %  |       |       |       | 1     |       | 1            |
| 18    | Єспер Ольсен          | Аякс Манчестер Юнайтед    | Данія      | 2    | 1.5 %  |       |       |       | 1     |       | 1            |
| 18    | Мортен Ольсен         | Андерлехт                 | Данія      | 2    | 1.5 %  |       |       |       | 1     |       | 1            |
| 18    | Гордон Стракан        | Абердин Манчестер Юнайтед | Шотландія  | 2    | 1.5 %  |       |       |       | 1     |       | 1            |
| 22    | Рінат Дасаєв          | Спартак (Москва)          | СРСР       | 1    | 0.8 %  |       |       |       |       | 1     | 1            |
| 22    | Марк Гейтлі           | Мілан                     | Англія     | 1    | 0.8 %  |       |       |       |       | 1     | 1            |
| 22    | Сілвіу Лунг           | КС Університатя           | Румунія    | 1    | 0.8 %  |       |       |       |       | 1     | 1            |
| 22    | Антоніо Маседа        | Спортінг (Хіхон)          | Іспанія    | 1    | 0.8 %  |       |       |       |       | 1     | 1            |
| 22    | Турбйорн Нільссон     | Кайзерслаутерн Гетеборг   | Швеція     | 1    | 0.8 %  |       |       |       |       | 1     | 1            |

## Цікаві факти
- Розподіл за амплуа серед 26 футболістів згаданих в анкетах наступний: 3 воротарі, 5 захисників, 9 півзахисників та 9 нападників.[2]
- Мішель Платіні став четвертим гравцем, хто двічі поспіль вигравав нагороду. Також двічі поспіль нагороду вигравали Йоган Кройф, Кевін Кіган, Карл-Гайнц Румменігге, Марко ван Бастен, Ліонель Мессі (чотири рази поспіль) та Кріштіану Роналду (два рази).
- Представник Франції втретє виграв трофей «Золотий м'яч». Лідером за цим показником залишалися німці — 5 нагород, у Англії було 4, в Іспанії, Італії, Франції та Нідерландів — по 3 трофеї.
- Вчетверте лауреатом опитування став футболіст «Ювентуса». Найбільше таких нагород було у «Баварії» — 5, у «Манчестер Юнайтед», «Реала» (Мадрид) та «Барселони» — по 3 нагороди.
- 26 гравців згаданих в анкетах представляли 13 країн, з них найбільше було від ФРН — 5, Франції — 4, Данії та Шотландії — по 3, від Англії та Португалії — по 2 гравці.
- Представники ФРН 28 років поспіль були серед номінантів на нагороду, другий найкращий показник мали італійці — 25 поспіль попадань у заліки опитувань. Усього за 29 років вручення нагороди футболісти ФРН та Італії згадувалися в анкетах хоча б одного разу у 28-ми опитуваннях, гравці Англії згадувалися в анкетах у 26-ти опитуваннях, Франції — у 25-ти, Іспанії — у 24-х, СРСР — у 23-х, Швеції — у 21-му, Шотландії — у 20-ти, Угорщини та Югославії — у 19-ти, Нідерландів та Португалії — у 18-ти опитуваннях.
- Німецькі футболісти найчастіше попадали в загальний залік опитувань — 107 разів, італійські — 87, англійські — 77, французькі — 50, угорські та радянські — по 48, іспанські — 46, нідерландські — 44 рази.
- Вп'яте лауреатом трофею став представник італійської першості. Лідером за цим показником залишався німецький чемпіонат — 8 трофеїв, у іспанської першості було 6, у англійської — 4 трофеї.
- Всього в анкетах були згадані гравці із 18 клубів, серед них найбільше було представників «Бордо» та «Манчестер Юнайтед» — по 3, «Ювентуса», «Верони», «Андерлехта» та «Кельна» — по 2 гравці.
- Всього за 29 років проведення опитувань в анкетах були згадані 368 футболістів із 157 клубів. Футболісти мадридського «Реала» та «Ювентуса» були згадані в опитуваннях хоча б одного разу у 20-ти випадках, «Баварії» та «Манчестер Юнайтед» — у 18-ти, «Інтернаціонале» та «Барселони» — у 17-ти, «Мілана» — у 16-ти, «Бенфіки» — у 14-ти, «Гамбурга», «Аякса» та празької «Дукли» — у 13-ти.
- Вперше в опитуваннях були згадані гравці 2 клубів, зокрема: «Верони» та хіхонського «Спортінга».
- Вперше в опитуваннях були згадані 12 футболістів, серед яких призери — Жан Тігана та Пребен Елк'яер. Німеччина була представлена трьома новими гравцями, Португалія — двома.
- Загалом 368 згаданих в анкетах футболістів за історію проведення опитування представляли 27 країн. Лідерами за кількістю таких футболістів були ФРН — 35 гравців, Англія — 32 та Італія — 31 гравець. До десятки найкращих входили також Франція — 25, СРСР — 22, Нідерланди та Іспанія — по 20, Югославія — 18, а також Угорщина, Чехословаччина та Швеція — в усіх по 17 гравців.
- Цікаво, що останньою країною чий гравець потрапив до списків «Франс Футбол» була Греція у 1969 році. Відтоді протягом 15 років серед претендентів на нагороду не було жодного футболіста з інших країн Європи, окрім 27-ми згаданих раніше.
- Мішель Платіні вдев'яте потрапив в анкети респондентів, причому вдев'яте поспіль. Рекордсменами за кількістю попадань у заліки опитувань залишалися Франц Бекенбауер та Йоган Кройф — в обох по 12 номінацій, у Еусебіу було 11 номінацій, у Льва Яшина, Джанні Рівери та Герда Мюллера — по 10, у Боббі Чарлтона та Сандро Маццоли — теж було по 9 номінацій.
- Мішель Платіні всьоме потрапив у чільну п'ятірку, зрівнявшись за цим показником з Йоганом Кройфом. Попереду них був лише Франц Бекенбауер — 10 потраплянь у п'ятірку найкращих.
- Вперше за історію проведення опитувань перші два місця посіли представники Франції. Це п'ятий такий випадок в історії вручення нагороди, раніше два перші місця посідали італійці (1969) та тричі німецькі футболісти (1972, 1980, 1981).
- Вдруге в історії два французькі футболісти посіли місця у чільній трійці (вперше Раймон Копа та Жуст Фонтен у 1958 році).